# Гірне (Горлівський район)
Гі́рне — селище Шахтарської міської громади Горлівського району Донецької області, Україна. Населення становить 1409 осіб. Відстань до райцентру становить близько 8 км і проходить переважно автошляхом місцевого значення.

## Населення

### Мова
Розподіл населення за рідною мовою за даними перепису 2001 року:
| Мова            | Кількість | Відсоток |
| --------------- | --------- | -------- |
| російська       | 1047      | 74.31%   |
| українська      | 338       | 23.99%   |
| білоруська      | 5         | 0.35%    |
| румунська       | 1         | 0.07%    |
| інші/не вказали | 18        | 1.28%    |
| Усього          | 1409      | 100%     |

За даними перепису 2001 року населення селища становило 1409 осіб, із них 23,99 % зазначили рідною мову українську, 74,31 %— російську, 0,35 %— білоруську, 0,07 %— молдовську мову.